# 奧德本鎮區 (伊利諾伊州蒙哥馬利縣)
奧德本鎮區（英語：Audubon Township）是位於美國伊利諾伊州蒙哥馬利縣的一個行政鎮區。

## 地方資料
根據2010年美國人口普查的數據，奧德本鎮區的面積為139.80平方千米，當中陸地面積為139.70平方千米，而水域面積為0.10平方千米。當地共有人口529人，而人口密度為每平方千米3.78人。